# Реформатские церкви (Нидерланды)
Реформа́тские це́ркви Нидерла́ндов (нидерл. Gereformeerde Kerken) — консервативная реформатская протестантская деноминация в Нидерландах, образованная в 2024 году в результате слияния Реформатских церквей Нидерландов (2009) и Реформатских церквей Нидерландов (Восстановленные). Обе деноминации ведут своё происхождение от церквей, отделившихся от Реформатских церквей Нидерландов (Освобождённые) в 2000-х и 2010-х годах.

## История
В 2002 году Синод Реформатских церквей Нидерландов (Освобождённые) постановил, что соблюдение воскресного дня не является доктриной, непосредственно вытекающей из Библии, а представляет собой церковную традицию. В связи с этим были введены ограничения на применение церковной дисциплины в отношении этой заповеди. Кроме того, синод разрешил использование нового гимнала, установил церковные отношения с другими деноминациями, допускающими текстуальную критику Библии, и изменил формулу бракосочетания.
В результате в 2003 году группа недовольных церквей отделилась и образовала Реформатские церкви Нидерландов (Восстановленные) (нидерл. De Gereformeerde Kerken in Nederland, DGK). Это событие получило название «новая либерация» (в отсылку к «либерации» 1944 года, приведшей к созданию Реформатских церквей Нидерландов (Освобождённые)). Первый синод DGK состоялся в 2005 году.
В 2009 году часть церквей DGK отделилась и образовала Реформатские церкви Нидерландов (2009) (нидерл. Gereformeerde Kerken Nederland, GKN).
В 2021 году DGK и GKN начали переговоры о воссоединении. Кроме того, деноминации проводили совместные конференции с Восстановленной реформатской церковью.
В 2024 году DGK и GKN приняли решение об объединении. Совместный чрезвычайный синод состоялся 5 октября 2024 года. Новая деноминация получила название «Реформатские церкви» (нидерл. Gereformeerde Kerken). На момент объединения в неё входило 31 церковь с общим числом членов 3 500 человек.

## Вероучение
Деноминация придерживается Апостольского символа веры, Никео-Цареградского символа веры, Афанасьевского символа веры, Бельгийского исповедания, Гейдельбергского катехизиса и Дортских канонов.

## Межцерковные отношения
В 2022 году Реформатские церкви Нидерландов (2009) были приняты в члены Международной конференции реформатских церквей. Объединённая деноминация сохранила членство в этой организации.